# Лази-Бжинські
Лази-Бжинські (пол. Łazy Brzyńskie) — село в Польщі, у гміні Лонцько Новосондецького повіту Малопольського воєводства.
Населення — 485 осіб (2011).
У 1975-1998 роках село належало до Новосондецького воєводства.

## Демографія
Демографічна структура станом на 31 березня 2011 року:
|          | Загалом | Допрацездатний вік | Працездатний вік | Постпрацездатний вік |
| -------- | ------- | ------------------ | ---------------- | -------------------- |
| Чоловіки | 242     | 56                 | 161              | 25                   |
| Жінки    | 243     | 63                 | 126              | 54                   |
| Разом    | 485     | 119                | 287              | 79                   |